# 킬 모드
《킬 모드》(영어: Kill Mode)는 2020년 공개된 네덜란드의 액션 영화이다.

## 출연진

### 주연
- 데이브 멘텔 : 데이비드 오스카 역
- 줄리아 베이틀란 : 몰리 역
- 야스민 블레이크 : 알렉스 역
- 시릴 구드스 : 안젤 역

### 조연
- 실턴 첼리우스 : 버그 역
- 테드 닐레이 : 올드 맨 역